# Elšolcija
Elšolcija (lat. Elsholtzia), rod jednogodišnjeg raslinja i polugrmova iz porodice medićevki smješten u tribus Elsholtzieae, dio potporodice Nepetoideae.
Rodu pripada četrdesetak priznatih vrsta čija je postojbina Azija, a neke vrste su uvezrene u Europu i Sjevernu Ameriku. U Hrvatskoj danas postzoje dvije vrste, to su E. stauntonii i češljasta metvica ili češljasta elšolcija (E. ciliata). Neke vrste u aromatične.
Vrste E. flava i E. penduliflora pripadaju vjerojatno drugom rodu.

## Vrste
1. Elsholtzia amurensis Prob.
2. Elsholtzia argyi H.Lév.
3. Elsholtzia beddomei C.B.Clarke ex Hook.f.
4. Elsholtzia blanda (Benth.) Benth.
5. Elsholtzia bodinieri Vaniot
6. Elsholtzia capituligera C.Y.Wu
7. Elsholtzia cephalantha Hand.-Mazz.
8. Elsholtzia ciliata (Thunb.) Hyl.
9. Elsholtzia communis (Collett & Hemsl.) Diels
10. Elsholtzia concinna Vautier
11. Elsholtzia cyprianii (Pavol.) C.Y.Wu & S.Chow
12. Elsholtzia densa Benth.
13. Elsholtzia eriocalyx C.Y.Wu & S.C.Huang
14. Elsholtzia eriostachya (Benth.) Benth.
15. Elsholtzia feddei H.Lév.
16. Elsholtzia flava (Benth.) Benth.
17. Elsholtzia fruticosa (D.Don) Rehder
18. Elsholtzia glabra C.Y.Wu & S.C.Huang
19. Elsholtzia griffithii Hook.f.
20. Elsholtzia heterophylla Diels
21. Elsholtzia hunanensis Hand.-Mazz.
22. Elsholtzia kachinensis Prain
23. Elsholtzia lamprophylla C.L.Xiang & E.D.Liu
24. Elsholtzia litangensis C.X.Pu & W.Y.Chen
25. Elsholtzia luteola Diels
26. Elsholtzia major (Hook.f.) V.S.Kumar & B.D.Sharma
27. Elsholtzia myosurus Dunn
28. Elsholtzia nipponica Ohwi
29. Elsholtzia ochroleuca Dunn
30. Elsholtzia oldhamii Hemsl.
31. Elsholtzia penduliflora W.W.Sm.
32. Elsholtzia pilosa (Benth.) Benth.
33. Elsholtzia pubescens Benth.
34. Elsholtzia pygmaea W.W.Sm.
35. Elsholtzia rugulosa Hemsl.
36. Elsholtzia serotina Kom.
37. Elsholtzia souliei H.Lév.
38. Elsholtzia splendens Nakai ex F.Maek.
39. Elsholtzia springia Y.N.Lee
40. Elsholtzia stachyodes (Link) Raizada & H.O.Saxena
41. Elsholtzia stauntonii Benth.
42. Elsholtzia strobilifera (Benth.) Benth.
43. Elsholtzia taiwanensis S.S.Ying
44. Elsholtzia winitiana Craib
45. Elsholtzia zhongyangii P.Li & X.J.Jin

## Sinonimi
- Aphanochilus Benth.
- Cyclostegia Benth.
- Paulseniella Briq.
- Platyelasma Kitag.